# Mark VI (carro de combate)

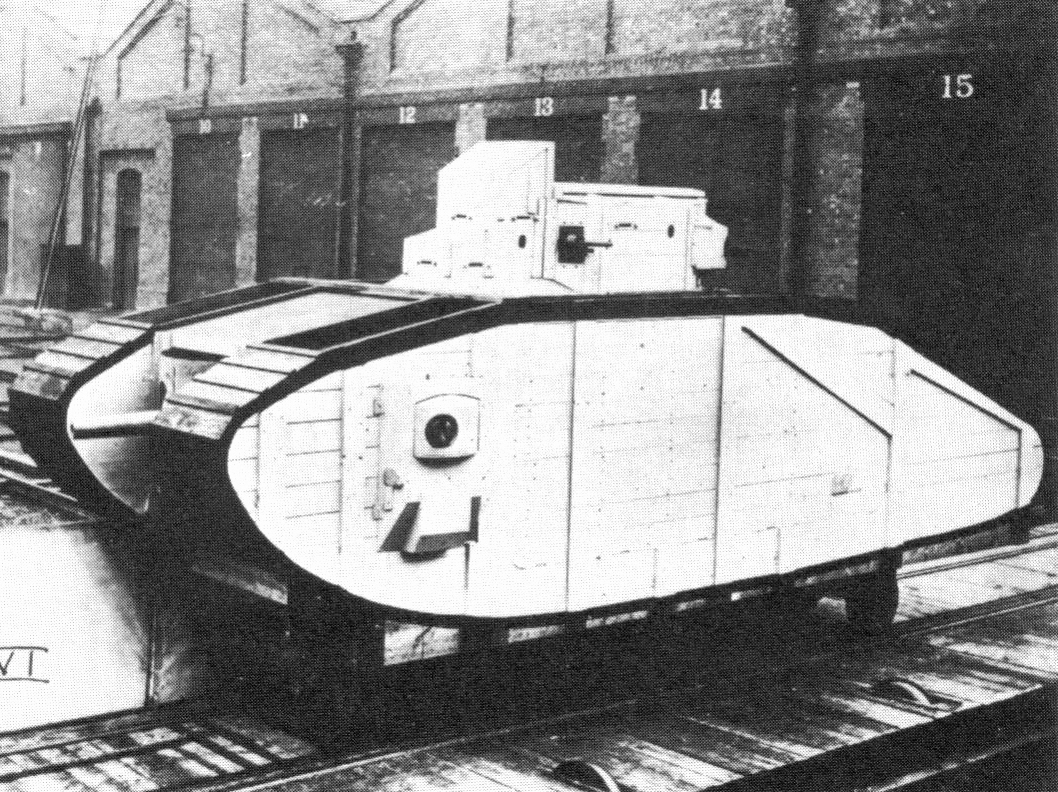
Maqueta de madera del planeado Mark VI, 1917.

El Mark VI fue un proyecto británico para un tanque pesado de la Primera Guerra Mundial.

## Descripción
Tras haberse hecho planes para continuar desarrollando al Mark I en el Mark IV, el Comité de Suministro de Tanques (entidad que planificaba y controlaba la producción de tanques británicos) ordenó en diciembre de 1916 que se diseñen dos nuevos modelos: el Mark V y el Mark VI. El Mark V debía incorporar las más avanzadas características que todavía podían incluirse en el casco del Mark I. El Mark VI debía abandonar el viejo diseño del casco, manteniendo solamente unos cuantos principios generales del viejo tanque.
El 13 de julio de 1917 Metropolitan, la empresa asociada a Sir William Tritton, tuvo listas las maquetas de madera de tamaño real de ambos modelos. Ya que los planos del Mark VI no han sobrevivido, las fotografías tomadas en aquella fecha (y anteriormente el 23 de junio, con las maquetas parcialmente construidas) son la principal fuente de información. 
El diseño del Mark V todavía se parecía mucho al del Mark I. Sin embargo tenía varios cambios, inclusive barbetas más pequeñas con afustes de ametralladora cilíndricos, un casco alargado, una cabina más grande y una ametralladora en la parte posterior del casco. Al final este diseño tuvo que ser abandonado debido a grandes demoras en el desarrollo del Mark IV. El tanque puesto en producción bajo ese nombre no fue el Mark IV originalmente planeado, sino un Mark I ligeramente modificado. Cuando al fin se obtuvieron el nuevo motor y la nueva transmisión en diciembre de 1917, "este" modelo fue llamado Mark V.
El diseño del Mark VI tenía un casco completamente diferente, mucho más alto y con orugas redondeadas al frente. No tenía barbetas, que habían sido reemplazadas con puertas laterales que montaban ametralladoras. El armamento principal era un solo cañón de 57 mm situado en la parte frontal del casco. El conductor se sentaba dentro de una superestructura cuadrada situada mucho más atrás, cuyas cuatro esquinas tenían ametralladoras. Se instaló un puesto de observación elevado sobre la superestructura para el comandante. Se sabe a partir de un texto conservado que el casco iba a ser compartimentado, con un cuarto de máquinas aparte en un lado, que además contenía la transmisión de ambas orugas y el cardán para la oruga opuesta cruzaba el casco. Iba a emplear orugas más anchas (75 cm). Estaría protegido por planchas de blindaje con un espesor de 14 mm.

## Cancelación del proyecto
Cuando en setiembre de 1917 el Cuartel General estadounidense en Francia decidió crear un Cuerpo de Tanques aparte con 25 batallones, de los cuales 5 iban a ser batallones de Tanques Pesados, el Mayor James A. Drain ordenó 600 de los más avanzados tanques británicos, que en aquel entonces era el Mark VI. Sin embargo, esto puso en riesgo los planes de Albert Gerald Stern, que entonces coordinaba la producción Aliada de tanques, para producir un tanque común anglo-estadounidense, el Mark VIII. En diciembre de 1917, ordenó cancelar el proyecto. Ni siquiera se construyó un prototipo.  